# Oboukhovo (métro de Saint-Pétersbourg)
Pour les articles homonymes, voir Oboukhovo.
Oboukhovo (en russe : Обу́хово) est une station de la ligne 3 du Métro de Saint-Pétersbourg. Elle est située  dans le raïon la Neva, à Saint-Pétersbourg en Russie.
Mise en service en 1970, elle est desservie par les rames de la ligne 3 du métro de Saint-Pétersbourg. Elle est en correspondance avec la gare d'Oboukhovo (ru).

## Situation sur le réseau

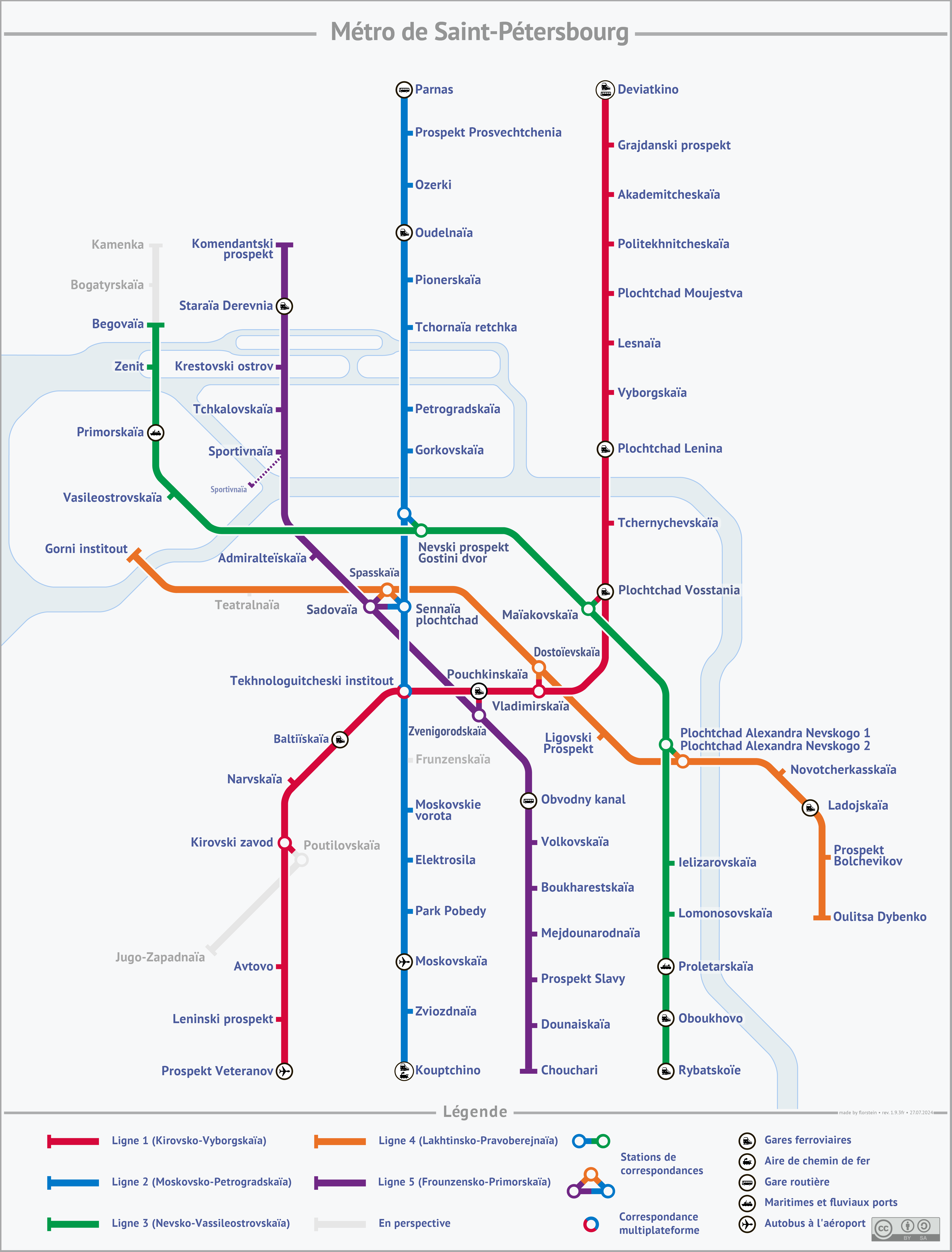
Plan du métro.

Établie en souterrain à 62 m, de profondeur, Oboukhovo est une station de passage de la ligne 3 du métro de Saint-Pétersbourg. Elle est située entre la station Proletarskaïa, en direction du terminus nord-ouest Begovaïa, et la station Rybatskoïe, le terminus sud-est.
La station dispose d'un quai central encadré par les deux voies de la ligne.

## Histoire
La station Oboukhovo est mise en service le 10 juillet 1981, lors de l'ouverture à l'exploitation du prolongement de Lomonossovskaïa à Oboukhovo. Elle est nommée en fonction du quartier historique éponyme qui lui même a pour origine l'Aciérie Oboukhov et son fondateur Paul Oboukhov.
Elle devient une station de passage le 28 décembre 1984, lors de l'ouverture à l'exploitation du prolongement de Oboukhovo au nouveau terminus Rybatskoïe.

## Services aux voyageurs

### Accès et accueil
Elle dispose d'un pavillon d'accès situé au sud de la station, à côté de la gare ferroviaire. La relation avec le quai est effectué par un tunnel en pente équipé de trois escaliers mécaniques.

Installations
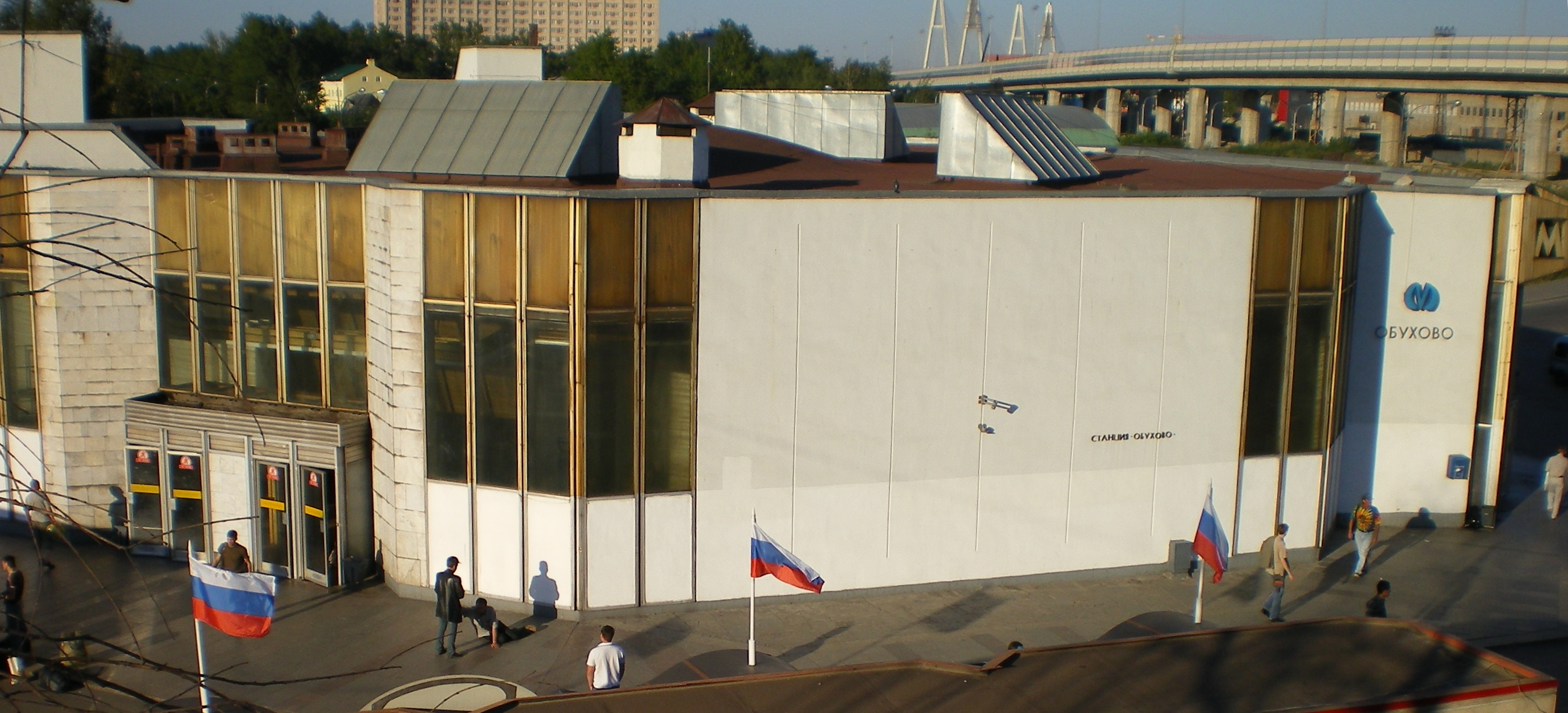
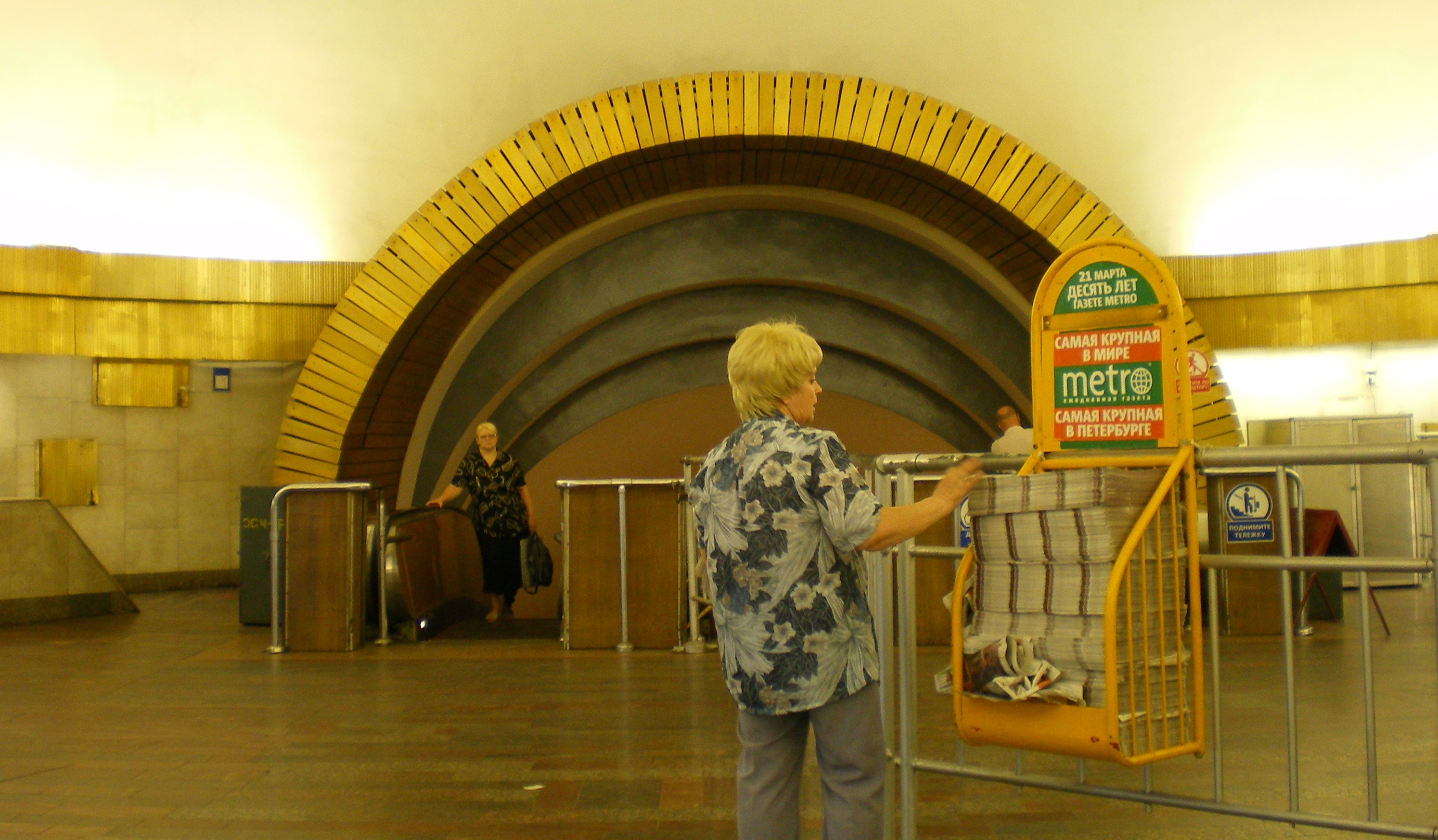

### Desserte
Oboukhovo est desservie par les rames de la ligne 3 du métro de Saint-Pétersbourg.

Installations et desserte
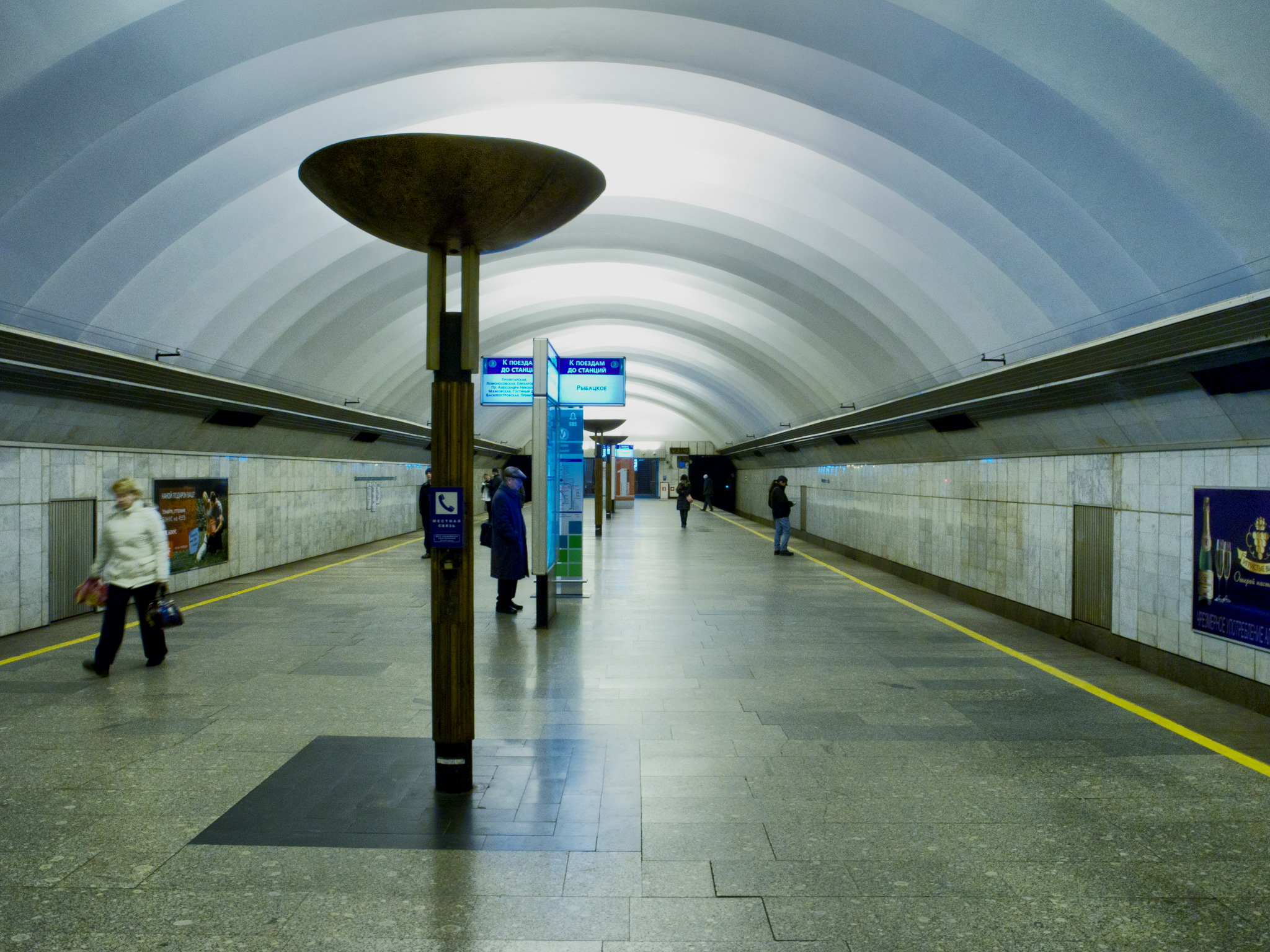
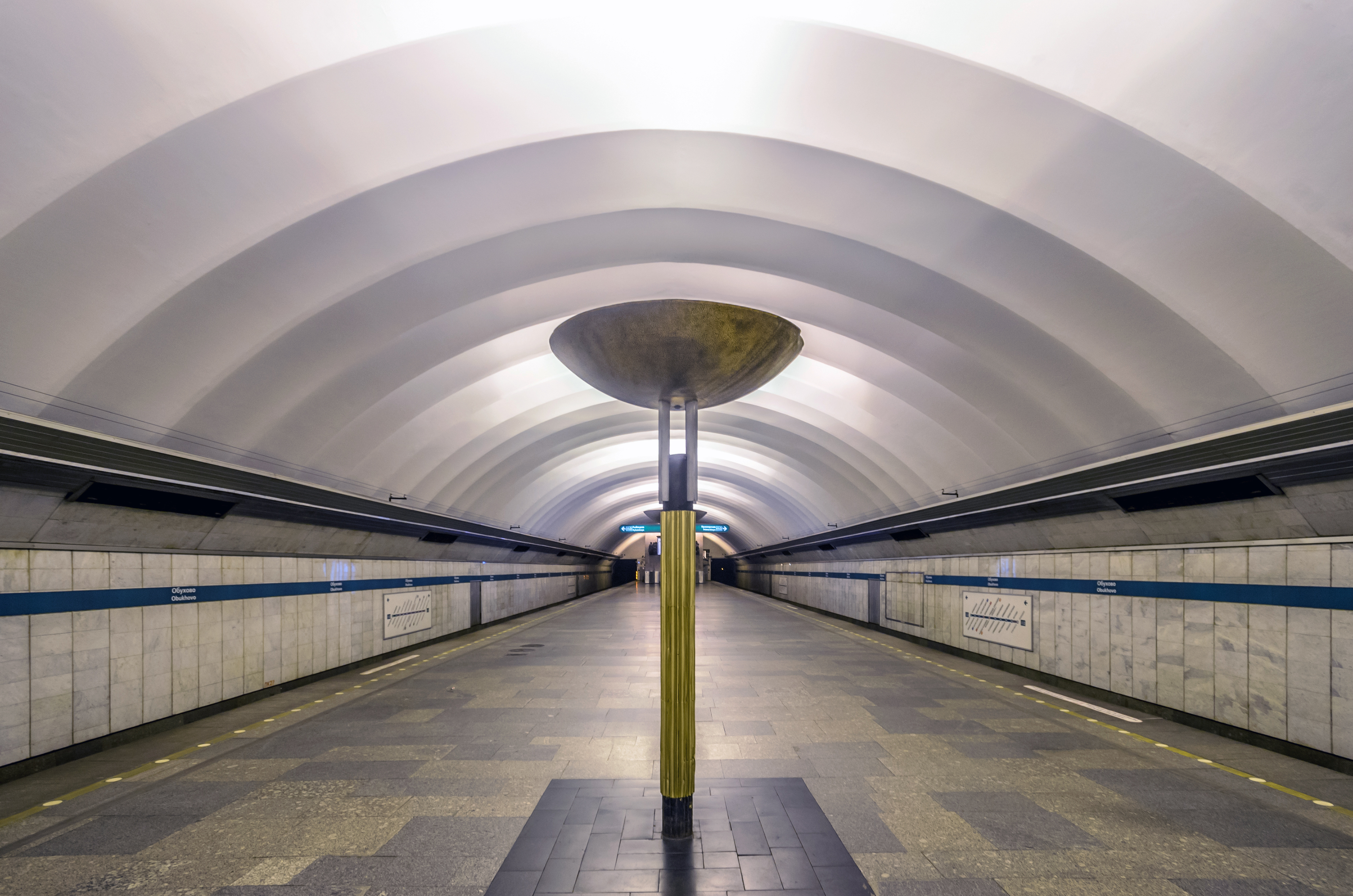
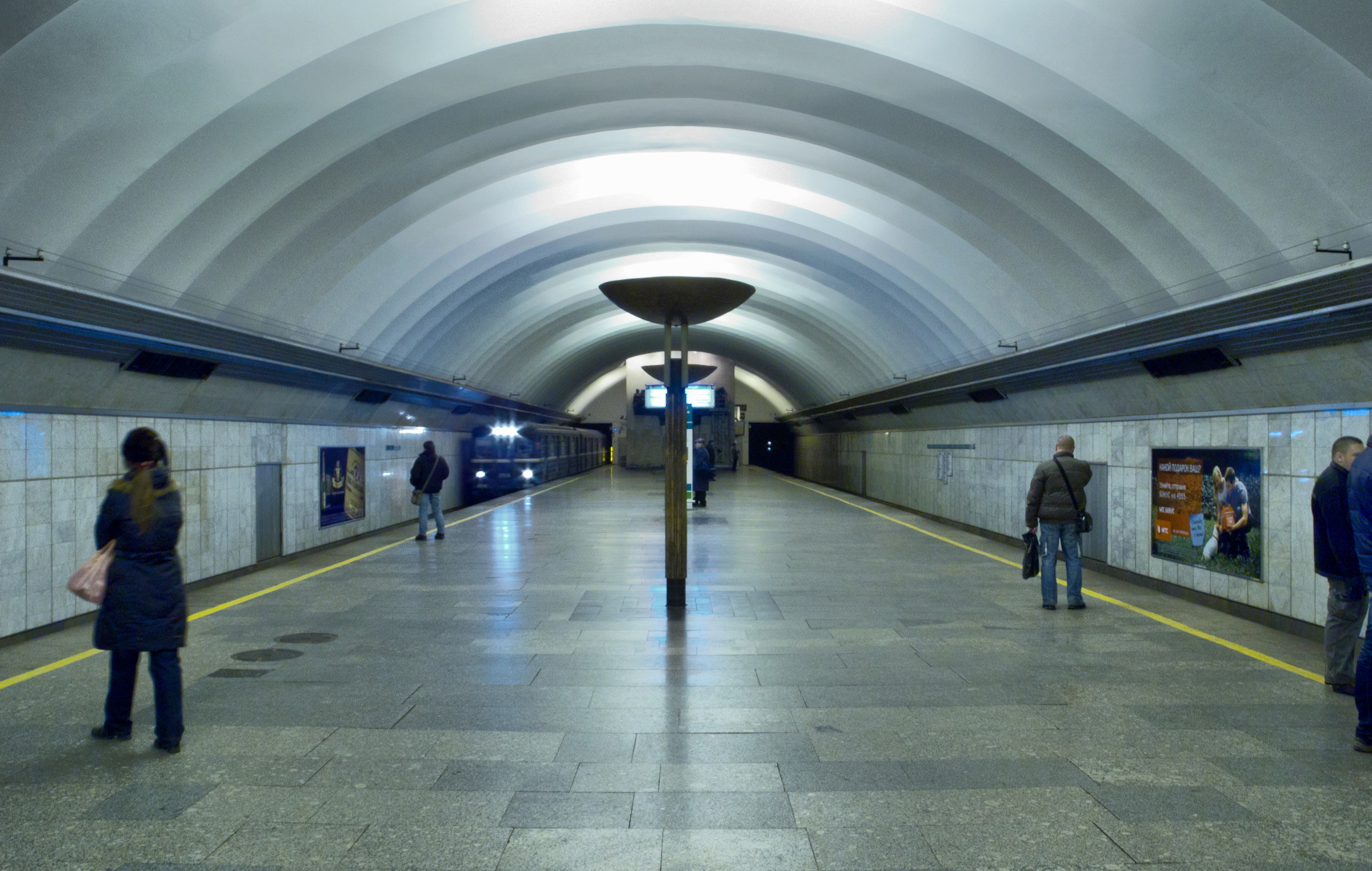

### Intermodalité
Elle est en correspondance avec la gare d'Oboukhovo (ru) qui dispose à côté d'un pavillon d'accès relié à une passerelle qui traverse les voies en desservant les quais. Des arrêts de bus, desservis par les lignes 48 et 96, et un parking pour les véhicules sont situés à proximité.

Gare ferroviaire
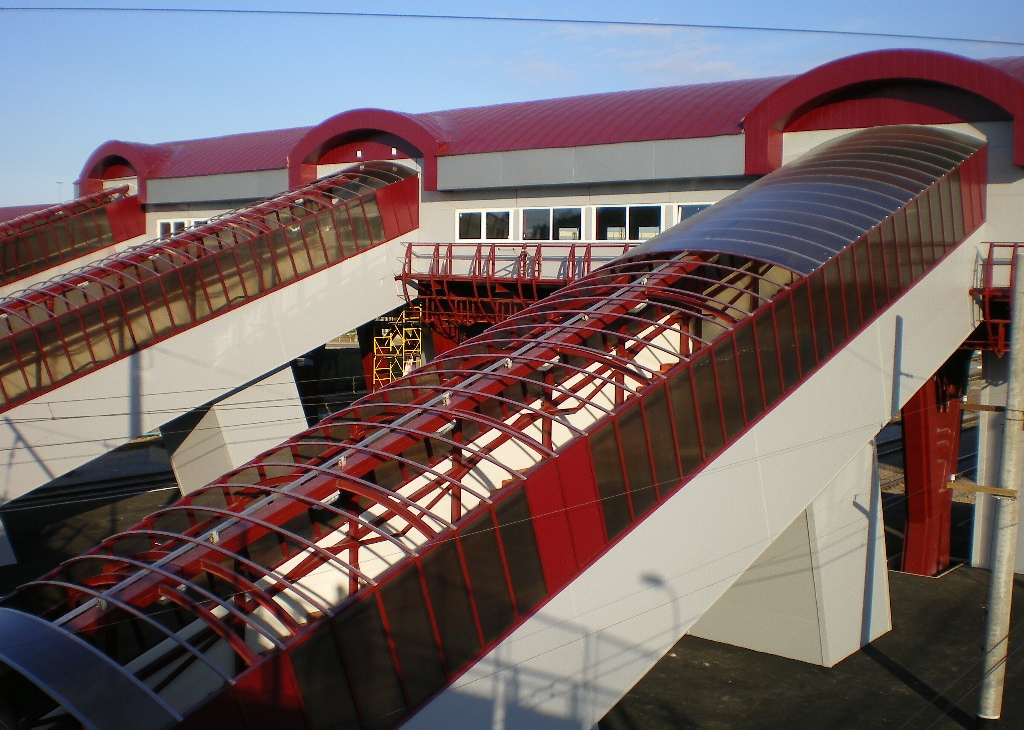
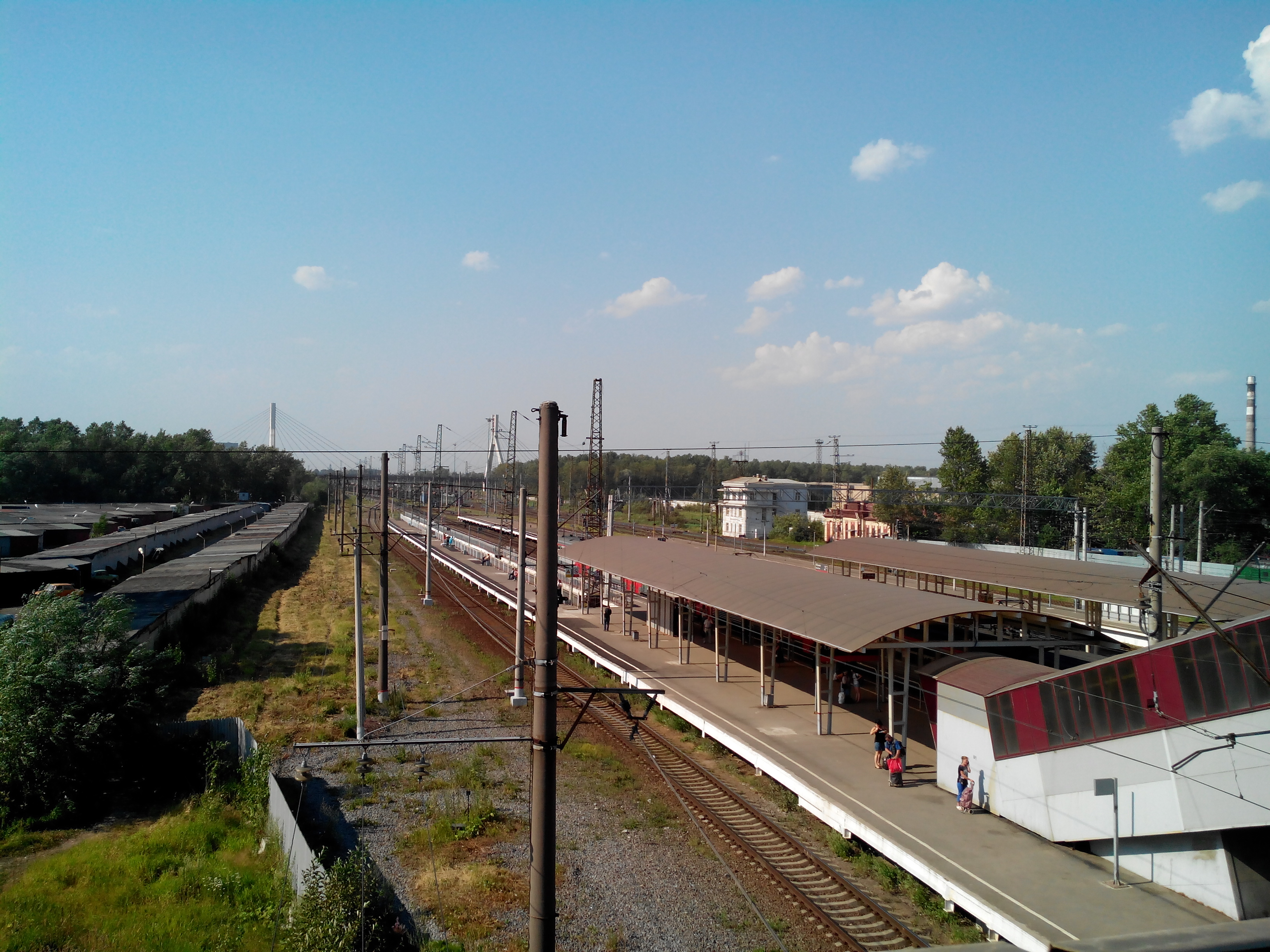
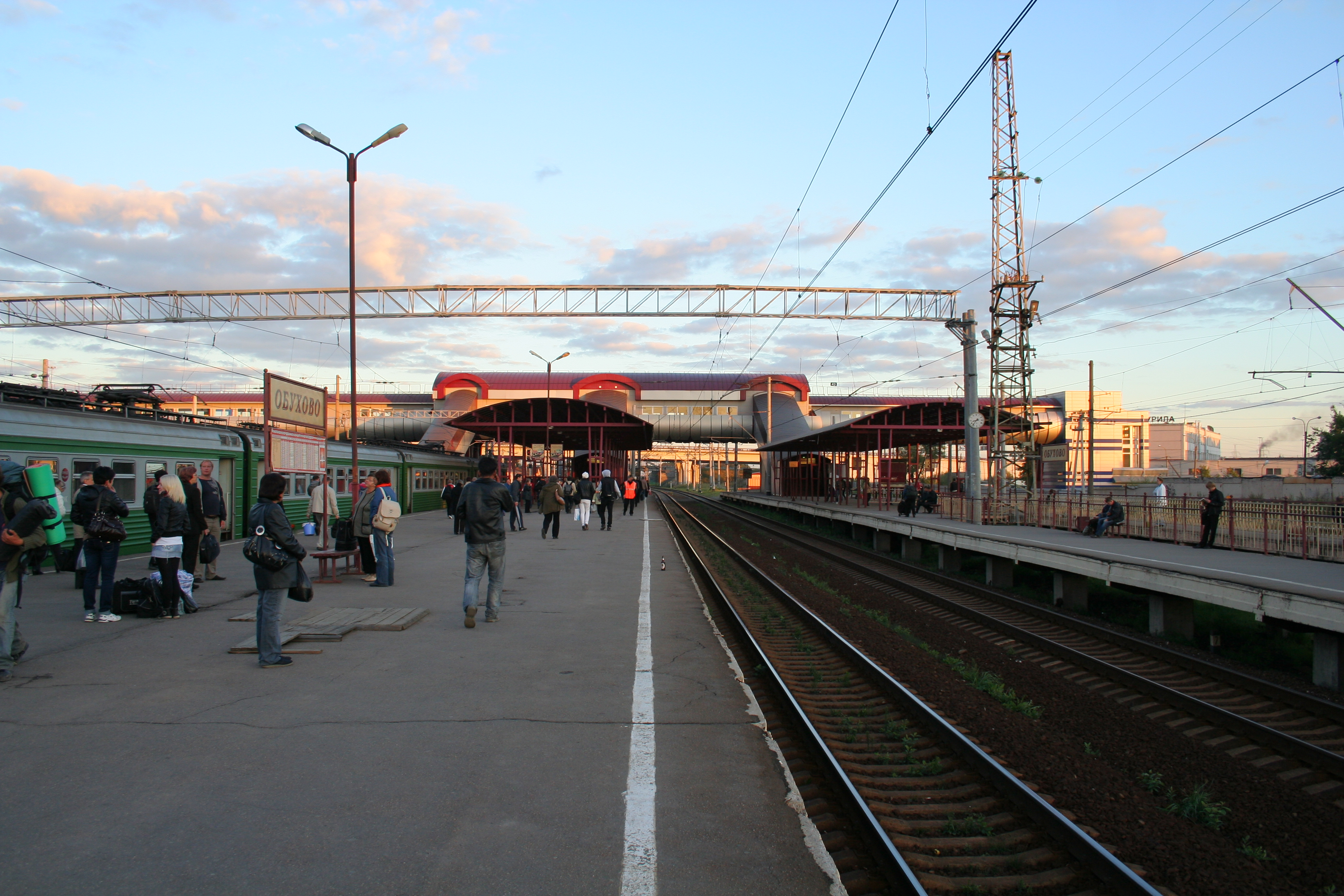